# Černobílý film

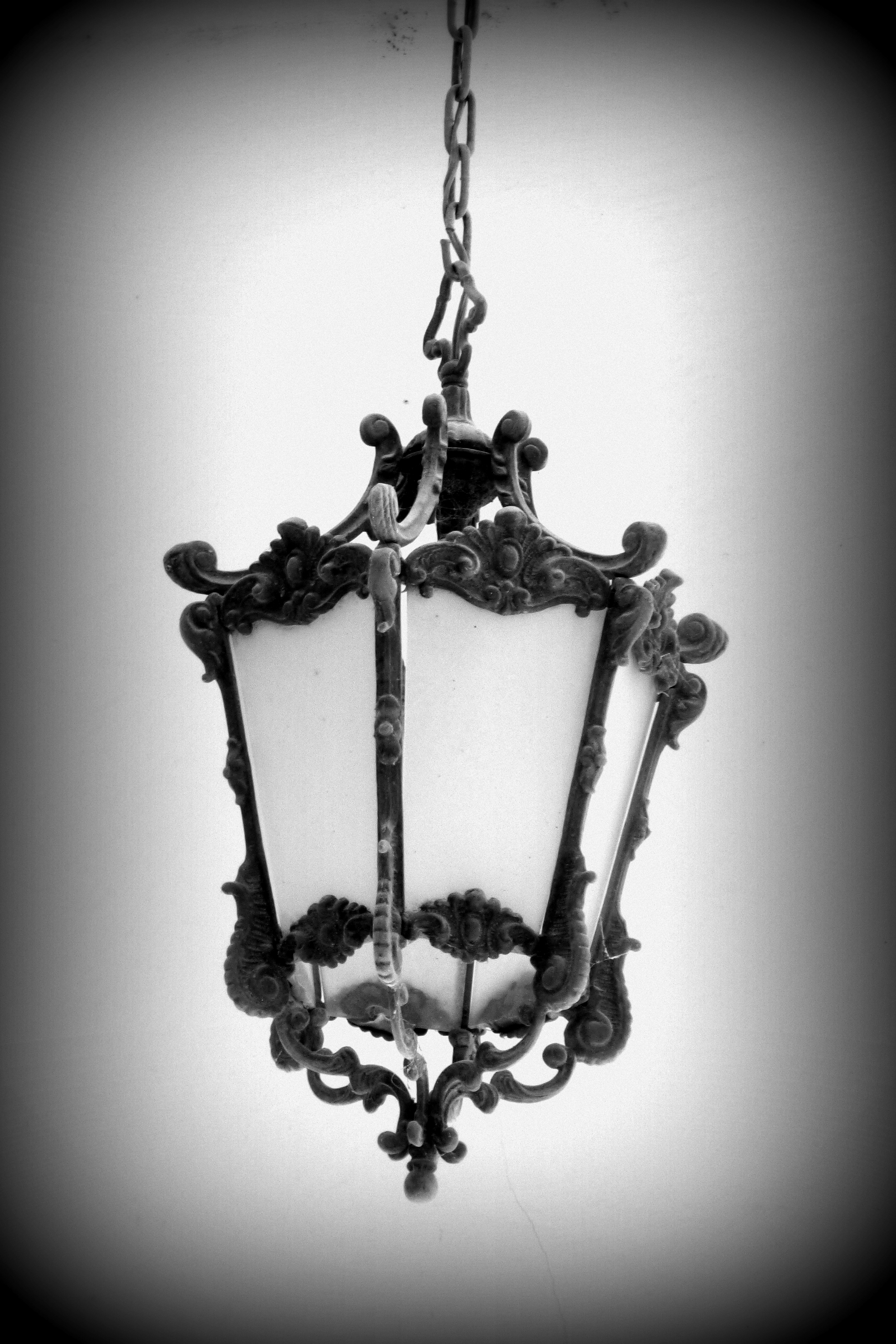
Černobílý

Černobílý film, podobně jako černobílá fotografie, je film, na němž jsou všechny barvy filmovaných objektů zastoupeny pouze odpovídajícím stupněm šedi, barevná škála tedy obsahuje kromě základních barev černé a bílé také mnoho odstínů šedé.